# Козма Погончев
Козма (Кузо) П. Погончев е български революционер, деец на Вътрешната македоно-одринска революционна организация.

## Биография
Козма Погончев е роден през 1875 година в костурското село Загоричани, тогава в Османската империя. Заминава за Одрин при баща си и там завършва четвърти клас в Одринската българска мъжка гимназия. След това последователно преподава и пее в църковен хор в Камилите, Биралци, Загоричани, Черешница, Бобища, Апоскеп и Хрупища.
Присъединява се към ВМОРО и до 1903 година е легален деец. През Илинденско-Преображенското въстание е четник в загоричанската селска чета. След потушаването повторно се легализира, но е преследван от появилата се гръцка въоръжена пропаганда в Македония и едва успява да се спаси при Загоричанското клане на 25 март 1905 година.
През ноември 1907 година Козма Погончев заедно с други учители е арестуван и затворен в Битолския затвор, в резултат на афера от намерени негови писма в убития войвода Кузо Попдинов. Амнистиран е и е освободен след Младотурската революция от юли 1908 година. Продължава с учителската си дейност в Костурско до началото на Балканскатата война през октомври 1912 година.
След Междусъюзническата война е принуден да напусне завинаги Македония и се установява в Царство България. Учителства в Одрин през 1919 година и в селата Салаш, Медковец, Белозем и Доганово Конаре, където се пенсионира през 1928 година. Секретар е на Одринската българска митрополия. След това се установява в Пловдив, където ръководи местното дружество на Илинденската организация до смъртта си на 29 юли 1934 година.